# نووآگبیازوو
نووآگبیازوو (به لاتین: Novoagbyazovo) یک منطقهٔ مسکونی در روسیه است که در باشقیرستان واقع شده‌است.